# Muhamed Bešić
Muhamed Bešić ,  bosanskohercegovski nogometaš , * 10. september 1992, Berlin. 

## Življenjepis
Muhamed je bil rojen in odraščal v Nemčiji. Po SP v Braziliji se je iz madžarskega prvoligaša Ferencvároša preselil v angleški Everton. Igra v zvezni vrsti na položaju zadnjega veznega. Za člansko reprezentanco BiH je debitiral 17. novembra 2010 v Bratislavi proti Slovaški. S tem pa je postal najmlajši (18 let in dva meseca) igralec, ki je nastopil za reprezentanco.